# Ли Гёнъок
Ли Гёнъок (кор. 리 경옥; 3 января 1980, Пхеньян) — корейская дзюдоистка суперлёгкой весовой категории, выступала за сборную КНДР в первой половине 2000-х годов. Участница летних Олимпийских игр в Афинах, обладательница серебряной медали чемпионата мира, бронзовая призёрша Азиатских игр в Пусане, чемпионка Азии по дзюдо, победительница многих турниров национального и международного значения.

## Биография
Ли Гёнъок родилась 3 января 1980 года в Пхеньяне.
Первого серьёзного успеха на взрослом международном уровне добилась в 2001 году, когда попала в основной состав национальной сборной Корейской народно-демократической республики и побывала на чемпионате Азии в Улан-Баторе, откуда привезла награду золотого достоинства — в суперлёгкой весовой категории взяла верх над всеми своими соперницами, в том числе над представительницей Южной Кореи Кан Син Хе в финале. Позже выступила на чемпионате мира в Мюнхене, где стала серебряной призёршей — единственное поражение потерпела в финале от титулованной японки Рёко Тамуры, действующей чемпионки мира в суперлёгком весе. Кроме того, в этом сезоне получила бронзовую медаль на этапе Кубка мира Мюнхене, в 1/8 финала уступила французской дзюдоистке, но затем в утешительных встречах за третье место одолела всех трёх оппоненток.
В 2002 году Ли выиграла бронзовую медаль на Азиатских играх в Пусане, прошла здесь первых двух соперниц, после чего в полуфинале потерпела поражение от японки Каё Китады (в утешительной встрече за третье место победила представительницу Казахстана Татьяну Шишкину). Год спустя выступила на этапе Кубка мира в Праге, хотя попасть здесь в число призёров не смогла, проиграв в 1/8 финала голландке Нинке Клопстра. Ещё через год завоевала серебряную медаль на азиатском первенстве в Алма-Ате, единственный проигрыш допустила в финальной встрече в Каё Китадой. Благодаря череде удачных выступлений удостоилась права защищать честь страны на летних Олимпийских играх 2004 года в Афинах, однако уже в стартовом поединке с оценкой вадзари проиграла турчанке Неше Шенсой и лишилась тем самым всяких шансов на попадание в число призёров.
После афинской Олимпиады Ли Кён Ок больше не показывала сколько-нибудь значимых результатов в дзюдо и не принимала участия в крупных международных турнирах.